# Янів (Київська область)
Янів — колишнє село в Київській області України,  у  10-кілометровій зоні відчуження Чорнобильської АЕС. Відоме своїй залізничної станції Янів та Рудому лісу на півдні села.
Через радіаційне забруднення внаслідок аварії на Чорнобильській АЕС мешканці селища 27 квітня 1986 року були повністю відселені. Через неможливість проведення ефективної дезактивації більшість будівель зруйновано і поховано. Зняте з обліку 1 квітня 2003 року за відсутності населення.
Після Чорнобильської катастрофи село увійшло до 10-кілометрової зони відчуження.

## Географія
На півночі села розташоване місто Прип'ять та прип'ятський міський ринок. На південь від села починається Рудий ліс.

## Транспорт
У селі знаходиться залізнична станція Янів.

## Історія
Янов, як залюднений пункт, згадується в історичних документах з XX століття. За наявними даними 1986 року населення селища становило близько сотні мешканців. Селище Янів виникло у XX столітті після будівництва залізниці Чернігів – Овруч (з 1929 року) біля однойменної залізничної станції «Янів». Станція була названа на честь хутора Янів (який згодом перейменували на хутір Підлісний, щоб уникнути плутанини між двома населеними пунктами з однаковою назвою — старим хутором і новим селищем при станції), хоча розташовувалася ближче до села Семиходи. Назву Янів зберегли за новим селищем при станції.
Під час Чернігово-Прип'ятської операції 3 — 15 жовтня 1943 року в районі селища Янів відбувались кровопролитні бої. У селищі є меморіал, на якому поховані загиблі вояки. Серед них Герой Радянського Союзу, кулеметник гвардії сержант Микола Андрійович Петров.
До 10 серпня 1954 року село входило до складу Семиходської сільської ради.
До 21 січня 1959 року — до складу Новошепелицького району.
До 24 квітня 1972 року — до складу Новошепелицької сільської ради, а згодом — до складу Прип’ятської міської ради, у складі якої перебувало до кінця свого існування.
До 20 жовтня 1980 року село Янів адміністративно підпорядковувалося Чорнобильському району Київської області. Після надання місту Прип’ять статусу міста обласного значення та виведення його з підпорядкування району, село Янів, яке перебувало в межах Прип’ятської міськради, також було виведене зі складу Чорнобильського району та перейшло у підпорядкування Прип’ятської міської ради, що підпорядковувалася безпосередньо обласній владі.
На межі 1970-80-х рр. у селі проживало близько 100 мешканців.
Напередодні аварії на ЧАЕС у селі мешкало 254 мешканці, було 45 квартир та 56 господарств.
Частина території села згоріла під час лісових пожеж у 2020 році.
З кінця лютого до 1 квітня 2022 року село було окуповане російськими військами.

### Карти
- мапа Google